# Jerzy Czartoryski
Jerzy Czartoryski (en lituanien : Jurgis Čartoriskis), né vers 1560 et mort en 1626) est un prince polonais et lituanien de la famille Czartoryski, voïvode de Volhynie.

## Biographie
Il est le fils de Iwan Federowicz Czartoryski et de Anna Zasławska

## Mariage et descendance
Il épouse Aleksandra Wiśniowiecka. Ils ont pour enfant:
- Aleksandra († avant 1605),
- Adriana († avant 1618),
- Mikołaj Jerzy (†1662).

Il épouse ensuite Halszka Holowinska. Ils ont pour enfants:
- Andrzej,
- Zofia (zm. ok. 1649/1650), épouse de Kazimierz Piaseczyński,
- Halszka, épouse de Stanisław Firlej (pl).

Il épouse enfin Zofia Lubomirska,

## Sources
- (pl) Cet article est partiellement ou en totalité issu de l’article de Wikipédia en polonais intitulé « Aleksander Fiodorowicz Czartoryski » (voir la liste des auteurs).